# Tamba cyrtogramma
Tamba cyrtogramma är en fjärilsart som beskrevs av Turner 1908. Tamba cyrtogramma ingår i släktet Tamba och familjen nattflyn. Inga underarter finns listade i Catalogue of Life.